# Chieko Baishō
Chieko Baishō (倍賞 千恵子 Baishō Chieko?,  Kita, Tokio, 29 de junio de 1941) es una actriz, cantante y seiyū japonesa. En Japón, Baishō es bien conocida por su papel de Sakura Suwa en la serie de películas Otoko wa Tsurai yo desde 1969 a 1995. También ha actuado en numerosas películas dirigidas por Yōji Yamada desde los años sesenta. En 1980, ganó un premio Hochi Film Award en la categoría de "Mejor actriz" por su participación en la película A Distant Cry from Spring.
Baishō también suele ejercer como actriz de voz en ciertas ocasiones, siendo uno de sus papeles más conocidos el de Sophie en Howl no Ugoku Shiro, filme dirigido por Hayao Miyazaki en 2004. A pesar de que usualmente, en doblajes extranjeros de la película, son dos actrices diferentes quienes interpretan la versión joven y anciana de Sophie, Baishō interpretó ambos papeles, así como también la canción de la película.

## Biografía
Baishō nació el 29 de junio de 1941 en Kita, uno de los barrios residenciales de Tokio. Tiene una hermana cinco años menor, Mitsuko, quien también es actriz.
Su debut como cantante se produjo con la canción Shitamachi no Taiyō en 1962, por la cual ganó el Japan Record Award en la categoría de "Mejor artista nuevo". La melodía de su single de 1965, Sayonara wa dance atoni, una balada cha-cha, más tarde inspiraría la canción de 1992 "Moonlight Densetsu", tema de apertura para las primeras cuatro temporadas de la serie de anime Sailor Moon. Un cover de Mariko Takahashi más tarde aparecería en otra película de Studio Ghibli, Recuerdos del ayer.
En 1976, contrajo matrimonio con el actor Kengo Komiya, de quien se divorciaría en 1980. En 1993, nuevamente contrajo matrimonio con el compositor Reijirō Koroku.

## Filmografía

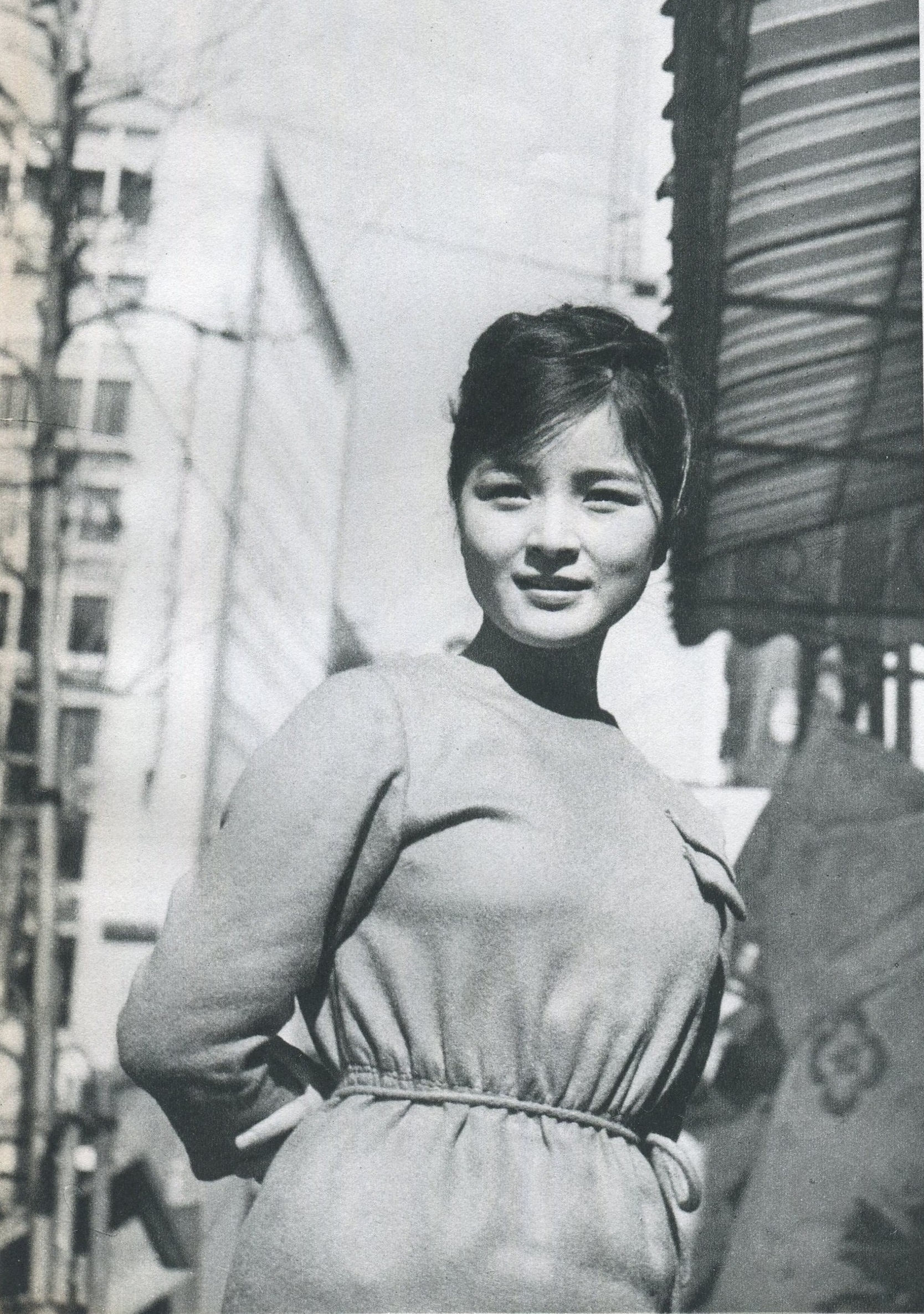
Baishō en 1962.

- Otoko wa Tsurai yo (1969-1995) como Sakura Suwa
- Kazoku (1970)
- El pañuelo amarillo de la felicidad (1977)
- A Distant Cry from Spring (1980) como Tamiko Kazami
- Station (1981)
- Mobile Suit Gundam - Movie I  (1981) como Kamaria Ray
- Hope and Pain (1988)
- Jungle Emperor Leo (1997) como Lyre
- Howl no Ugoku Shiro (2004) como Sophie
- The Hidden Blade (2004)
- Zatoichi: The Last (2010)
- Tokyo Newcomer (2013)
- It All Began When I Met You (2013)
- The Little House (2014)
- El tiempo contigo (2019) como Fumi Tachibana.

## Distinciones honoríficas
- Medalla con galón púrpura (2005)
- Dama de la Orden del Sol Naciente (2013)